# Смолякова Марія Олександрівна
Смолякова-Грекова Марія Олександрівна (нар. 21 серпня 1999, Київ) — українська акторка кіно і театру.

## Життєпис
Марія Смолякова народилася 21 серпня 1999 року у Києві. З ранніх років займалася танцями і збиралася піти по стопах бабусі Луїзи Смолякової — танцівниці в ансамблі ім. Вірського — і тітки — Тетяни Голякової, балерини, народної артистки України. Проте 2008 року, в підлітковому віці, потрапила на телеекрани — зіграла дитячу роль в мелодрамі «Ой, мамочки…». З того часу вона загорілася мрією стати актрисою.
2012 року закінчила театральний факультет Київської дитячої академії мистецтв. Після школи вступила до Київської муніципальної академії естрадно-циркового мистецтва на спеціальність «артист розмовного жанру» в майстерню Тетяни Аркушенко. Грала в спектаклях «Театральної лабораторії» (Київ): Медсестра — «Чикаго» (реж. О. Коляденко); Служниця — «Нітуш» (реж. Б. Філімонов, О. Коляденко); Служниця — «Чехофф» за мотивами оповідань А. П. Чехова (реж. Б. Філімонов, О. Коляденко).
З 2014 року Марія Смолякова почала зніматися У дорослому кіно. Зіграла роль Зої Баландіної в «Перелітних птахах». Широку популярність їй принесла роль Саші в кримінальному детективі «Виходьте без дзвінка». Марія знялася і в продовженнях серіалу «Виходьте без дзвінка». 2019 року виконала одну з головних ролей в детективному трилері «Перші ластівки» — Поліну Дудку.
З 2020 року навчається у Київському національному університеті театру кіно і телебачення імені Івана Карпенка-Карого у творчій майстерні Олега Шаварського.
Має чоловіка — актора Олександра Грекова. Про весілля Марія повідомила влітку 2020 року.

## Фільмографія
| Рік  | Назва    | Роль   | Примітка | Дж. |
| ---- | -------- | ------ | -------- | --- |
| 2019 | «Номери» | Десята |          |     |

| Рік  | Назва                      | Роль         | Примітка | Дж. |
| ---- | -------------------------- | ------------ | -------- | --- |
| 2017 | «Лікар Ковальчук»          | Олена        |          |     |
| 2018 | «Виходьте без дзвінка»     | Саша         |          |     |
| 2019 | «Виходьте без дзвінка-2»   | Саша         |          |     |
| 2019 | «Перші ластівки»           | Поліна Дудка |          |     |
| 2020 | «Виходьте без дзвінка-3»   | Саша         |          |     |
| 2020 | «Час іти, час повертатись» | Варя         |          |     |